# Ashburnham
Ashburnham és una població dels Estats Units a l'estat de Massachusetts. Segons el cens del 2000 tenia 5.546 habitants.

## Demografia
Segons el cens del 2000, Ashburnham tenia 5.546 habitants, 1.929 habitatges, i 1.541 famílies. La densitat de població era de 55,4 habitants per km².
Dels 1.929 habitatges en un 42% hi vivien nens de menys de 18 anys, en un 66,8% hi vivien parelles casades, en un 9,3% dones solteres, i en un 20,1% no eren unitats familiars. En el 15,6% dels habitatges hi vivien persones soles el 5,4% de les quals corresponia a persones de 65 anys o més que vivien soles. El nombre mitjà de persones vivint en cada habitatge era de 2,87 i el nombre mitjà de persones que vivien en cada família era de 3,2.
Per edats la població es repartia de la següent manera: un 29% tenia menys de 18 anys, un 6,7% entre 18 i 24, un 30,9% entre 25 i 44, un 24,5% de 45 a 60 i un 8,9% 65 anys o més.
L'edat mediana era de 37 anys. Per cada 100 dones de 18 o més anys hi havia 99,3 homes.
La renda mediana per habitatge era de 55.568 $ i la renda mediana per família de 58.993$. Els homes tenien una renda mediana de 41.980 $ mentre que les dones 31.823$. La renda per capita de la població era de 21.659$. Entorn del 4,8% de les famílies i el 6,4% de la població estaven per davall del llindar de pobresa.